# Зузана Белогорцова
Зузана Белогорцова (народилася 24 лютого 1976, Братислава) — словацька телеведуча, модель.
Закінчила Академію музики в Братиславі по класу опери та фортепіано. У 22 роки почала працювати на словацькому телеканалі STV ведучою погоди. Потім працювала на TV Markíza, де також готувала репортажі про погоду. Протягом 3 років вела еротичну програму. У 2003 році почала вести подібну програму на чеському TV Nova. В той самий час вона навчалася в Університеті Костянтина Філософа в Нітрі (медіа, соціальні комунікації, реклама). У 2005 році була ведучою реаліті-шоу «Big Brother» на TV Markíza.
Зрідка займається моделінгом, позує для фотографій (зокрема, фотосесії для «Playboy», «Maxim»). Виконала одну з другорядних ролей у фільмі М. Шинделки «Це залишиться між нами».